# Weekly Shonen Jump
Shonen Jump (яп. 週刊少年ジャンプ, укр. Віклі Шьонен Джамп) — щотижневий японський журнал, що видається компанією Shueisha з 1968 року. У журналі публікуються японські комікси — манґа. Аудиторія журналу оцінюється приблизно в три мільйони читачів, що робить Shonen Jump один з найпопулярніших манґа-журналів у світі.

## Історія

Перша обкладинка журналу Shonen Jump (1968)

Головною аудиторією журналу Shonen Jump є так звана шьонен категорія. Шьонен — це метажанр аніме та манґи, який присвячений молодим хлопцям 12-18 років. Як правило, в Shonen Jump публікуються саме такі історії, де головним протагоністом є якраз молодий хлопець. Така манґа надзвичайно популярна серед молодих читачів Японії, що підтверджується такими успішними серіями як Bleach, Naruto або One Piece. Ці три манґи друкуються в Shonen Jump і перевидаються в танкобонах.
Перший номер журналу був випущений в 1968 році, і вступив в боротьбу проти відомих журналів Weekly Shonen Magazine та Shonen Sunday (також присвяченими шьонен манзі). У свій час журнал мав до 6 мільйонів читачів, і хоча аудиторія Shonen Jump тепер становить лише половину від цього числа, він надалі залишається вельми популярним в Японії і за її межами.
Багато хто з манґак стали відомі широкому колу читачів саме завдяки публікації своїх історій в Shonen Jump, і тому видання своєї серії в журналі вважається вельми престижним для художника. У Shonen Jump можна побачити роботи таких популярних художників як Акіра Торіяма (творця «Dragon Ball»), Масаші Кішімото («Naruto»), Хіроюкі Такеі («Shaman King»), Кубо Тайто («Bleach») та інших.

## В інших країнах світу
У всіх інших країнах журнал Shonen Jump виходить щомісяця, на відміну від Японії, де він друкується щонеділі. Це пов'язано з тим, що читацька аудиторія в цих країнах не настільки розвинена як в Японії (де тижневий тираж становить близько 3 мільйонів екземплярів).

### США

Американська версія журналу Shonen Jump. На обкладинці Наруто Узумакі

У 2002 році компанія Shueisha оголосила про початок партнерства з видавництвом Viz Media, з метою випуску Shonen Jump на території Північної Америки. У січні 2003 року був випущений перший номер журналу в США, з тиражем 300000 екземплярів, який мав значний успіх. Січневий випуск (#1) включав себе такі манґи як «Dragon Ball Z», «One Piece», «Sandland», «Yu-Gi-Oh!» і «Yuyu Hakusho». У лютому (#2) був доданий «Naruto», а в березневому (#3) — «Shaman King». У січні 2004 року, закінчилася серія «Sandland» і була заміщена манґою «Hikaru no Go». Вихід манґи «Dragon Ball Z» був припинений в квітні 2005 року.
У США, видавництвом Viz Media також публікується ряд танкобонів, включаючи як манґи, які видавалися в американському Shonen Jump, так і ті які випускалися тільки в японській версії — «Rurouni Kenshin», «Knights of the Zodiac» («Saint Seiya»), «Whistle!», «The Prince of Tennis», «Dr. Slump», «Legendz», «Beet the Vandel Buster» та «Bleach». Viz Media також випускає серію танкобонів, відому як «Shonen Jump Advanced». У ній публікуються такі манґи як «I's», «Eyeshield 21», «Death Note», «Bobobo-bo Bo-bobo» і «Hunter X Hunter».
Американський Shonen Jump друкує манґу також слідуючи японській версії, справа-наліво. В США журнал друкується на білому папері, тоді як в Японії його видають на дешевшому кольоровому папері.

### Німеччина
У Німеччині, Shonen Jump відоміший як Banzai! і випускається компанією Carlsen Verlag, яка є одним з трьох найкрупніших видавців коміксів у Німеччині.

### Норвегія
У Норвегії, Shonen Jump випускається з березня 2005 видавництвом Schibsted Forlagene. Він включає ті ж самі манґи, що і шведський Shonen Jump, але в перекладі норвезькою мовою.

## Деякі манґи, що видавалися в Shonen Jump
- JoJo’s Bizarre Adventure
- Hikaru no Go
- I"s
- One Piece
- Rurouni Kenshin
- Sandland
- Shaman King
- Video Girl Ai
- Yu Yu Hakusho
- Death Note
- Bleach
- Naruto
- Ichigo 100%
- Dragonball
- Hunter × Hunter
- Boruto: Naruto Next Generations
- Boku no Hero Academia
- Yakusoku no Neverland
- Bakuman
- Gintama